# Central Nuclear de Cernavodă

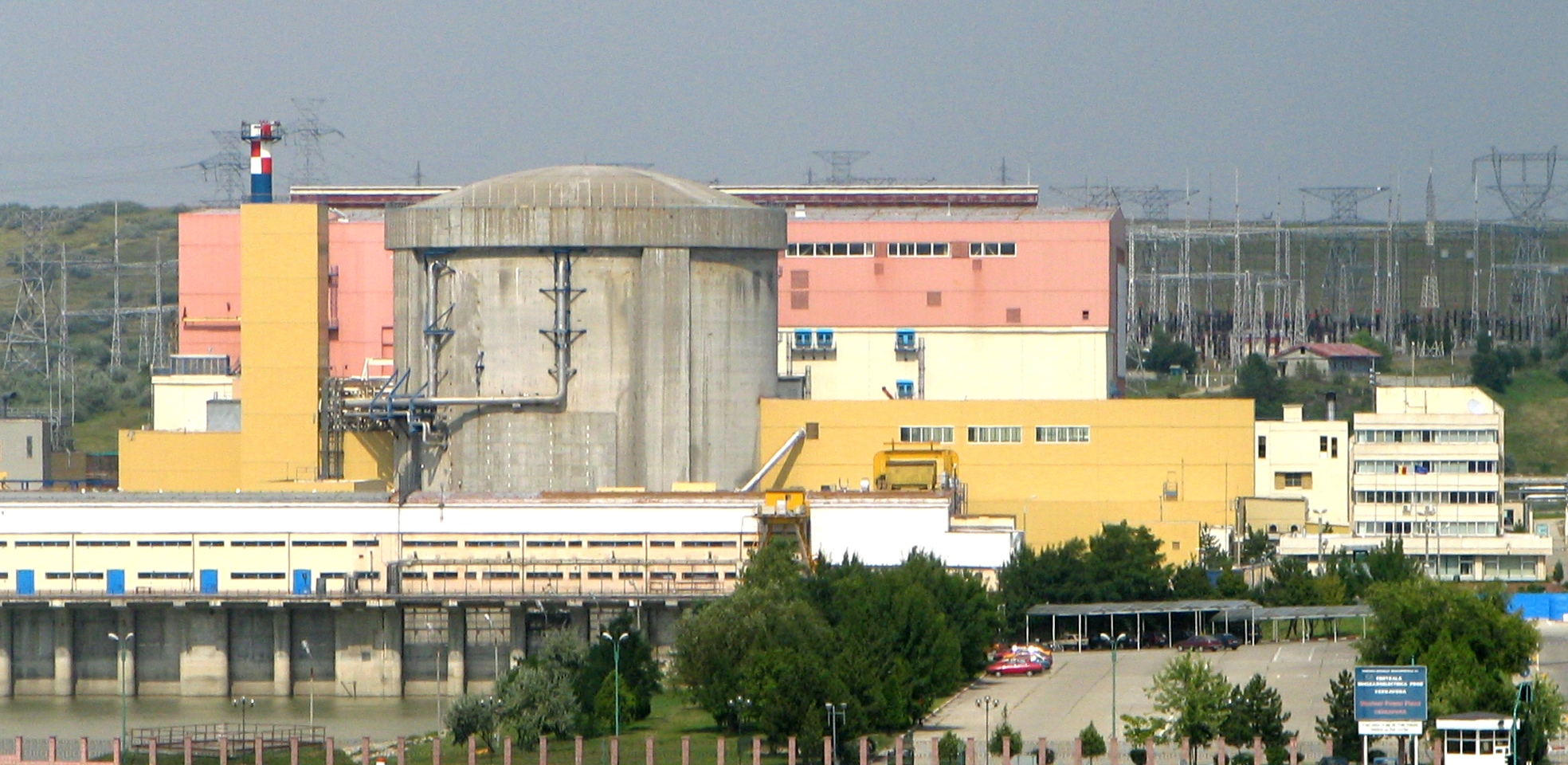
Unidad N.º 1 de la planta.

La Central Nuclear de Cernavodă  situada en Cernavodă (rumano: Centrala Nucleară de la Cernavodă) es la única central nuclear de Rumania. Produce alrededor del 18% de la electricidad del país. El reactor utiliza tecnología CANDU, usando agua pesada producida en Drobeta-Turnu Severin como refrigerante del núcleo y Moderador nuclear así como agua del río Danubio para la refrigeración del ciclo térmico y componentes complementarios. La central eléctrica fue diseñada en Canadá por la Atomic Energy of Canadá Limited en los años 80, durante la época Comunista. Actualmente está gestionada por la empresa estatal Nuclearelectrica. 
El plan inicial era construir cinco unidades. La unidad N.º 1 fue terminada en 1996 y produce 705.6 MW de electricidad. La unidad N.º 2 comenzó a trabajar a toda capacidad el 12 de septiembre del 2007 y produce 706 MW.
Las unidades N.º 3 y 4 están en sus etapas de planificación, esperando ser construidas seis años después de que los contratos sean firmados. Cuando estén terminadas, se espera que las cuatro unidades combinadas proporcionen hasta un 40% de las necesidades totales de la electricidad de Rumanía, reduciendo su dependencia de los combustibles fósiles de producción eléctrica. No hay planes para terminar la unidad N.º 5.
- Datos: Q1248956
- Multimedia: Cernavodă Nuclear Power Plant / Q1248956